# Ferreira Gomes
Ferreira Gomes – miasto w Brazylii, w stanie Amapá. W 2010 roku liczyło 4175 mieszkańców.